# Isaks offer (Caravaggio)
Isaks offer (italienska: Sacrificio di Isacco) är en oljemålning av den italienske barockkonstnären Caravaggio. Den målades omkring 1603 och ingår sedan 1917 i Uffiziernas samlingar i Florens. 
Det finns ytterligare en version av motivet som är i privat ägo (Barbara Piabecka Johnsons samling) i Princeton i USA. Såväl datering som attribuering har ansetts som osäker. Det har diskuterats om caravaggisten Bartolomeo Cavarozzi bör tillskrivas verken. Men idag anses det vara säkerställt att åtminstone Florensversionen är utförd av Caravaggio själv på beställning av Maffeo Barberini, sedermera påve Urban VIII. Barberini var en inflytelserik konstmecenat som även beställde ett porträtt som har tillskrivits Caravaggio (se bildgalleri). 
Florensversionen var länge kvar i familjerna Barberini och Colonnas ägo. Efter ekonomiska svårigheter tvingades furst Maffeo Barberini Colonna di Sciarra(it) sälja tavlan till den prerafaelistiske konstnären Charles Fairfax Murray(en) vars son John Fairfax Murray 1917 donerade den till Uffizierna. 
Målningen har de för Caravaggio karaktäristiska stildragen: realism där bibliska gestalter avbildas utan idealisering och starka kontraster mellan ljus och dunkel, så kallad chiaroscuro. Som modell för Isak har troligen Cecco del Caravaggio stått, även känd från Kärleken övervinner allt och Johannes Döparen. 
Isaks offer är ett ovanligt verk i Caravaggios oeuvre eftersom det i bakgrunden breder ut sig ett landskap. Förgrunden återger en scen ur Första Moseboken (kapitel 22) då Gud prövade patriarken Abrahams tro och befallde honom att offra sin enda son Isak på Moria berg. I sista stund dök dock en ängel upp och förkunnade "Låt inte din hand komma vid gossen, och gör ingenting med honom. Ty nu vet jag att du fruktar Gud". Samtidigt uppenbarade sig en vädur som Abraham istället offrade.  

## Bildgalleri

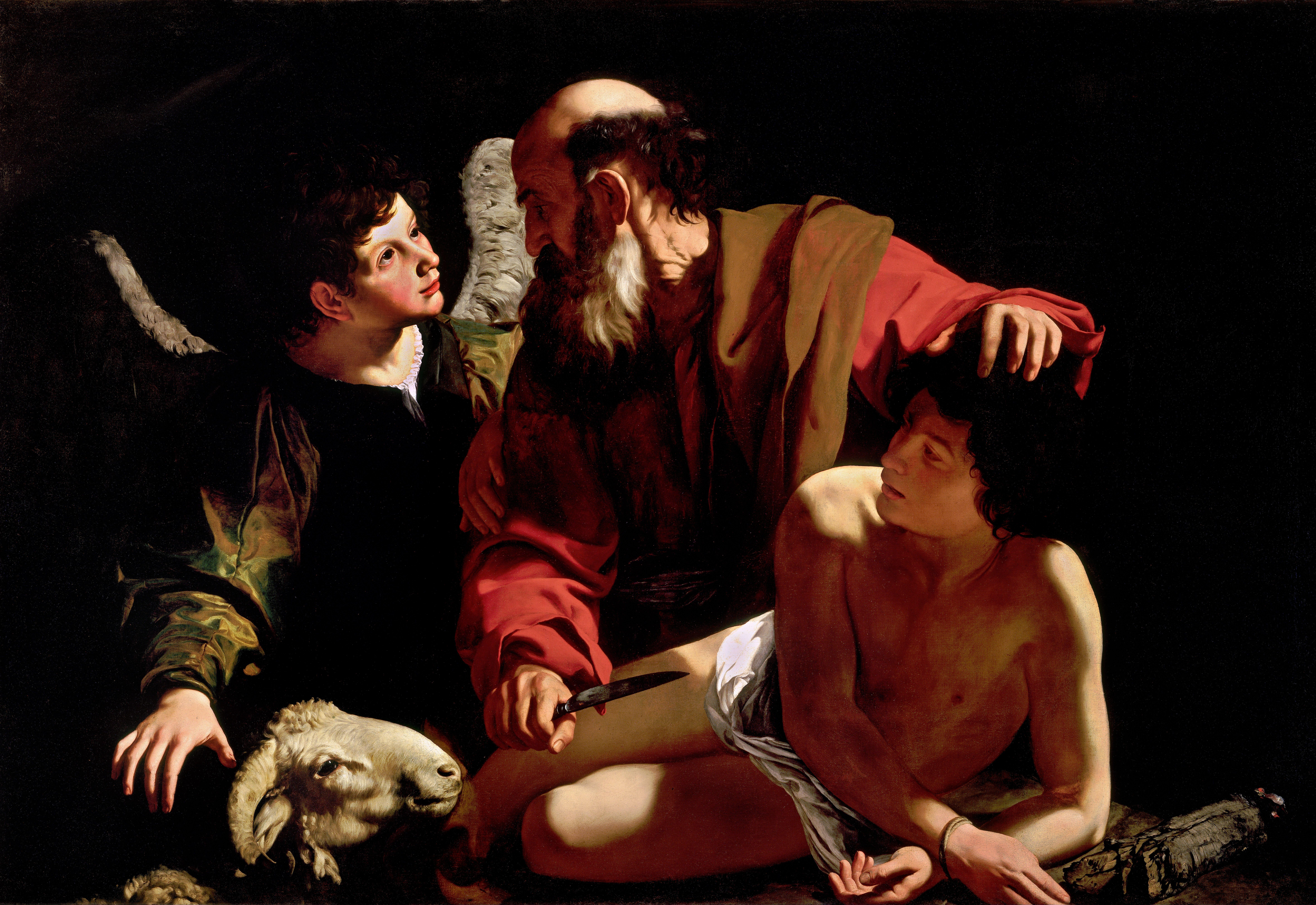
Caravaggios andra version dateras ungefär samtidigt som Florensversionen och är i privat ägo.
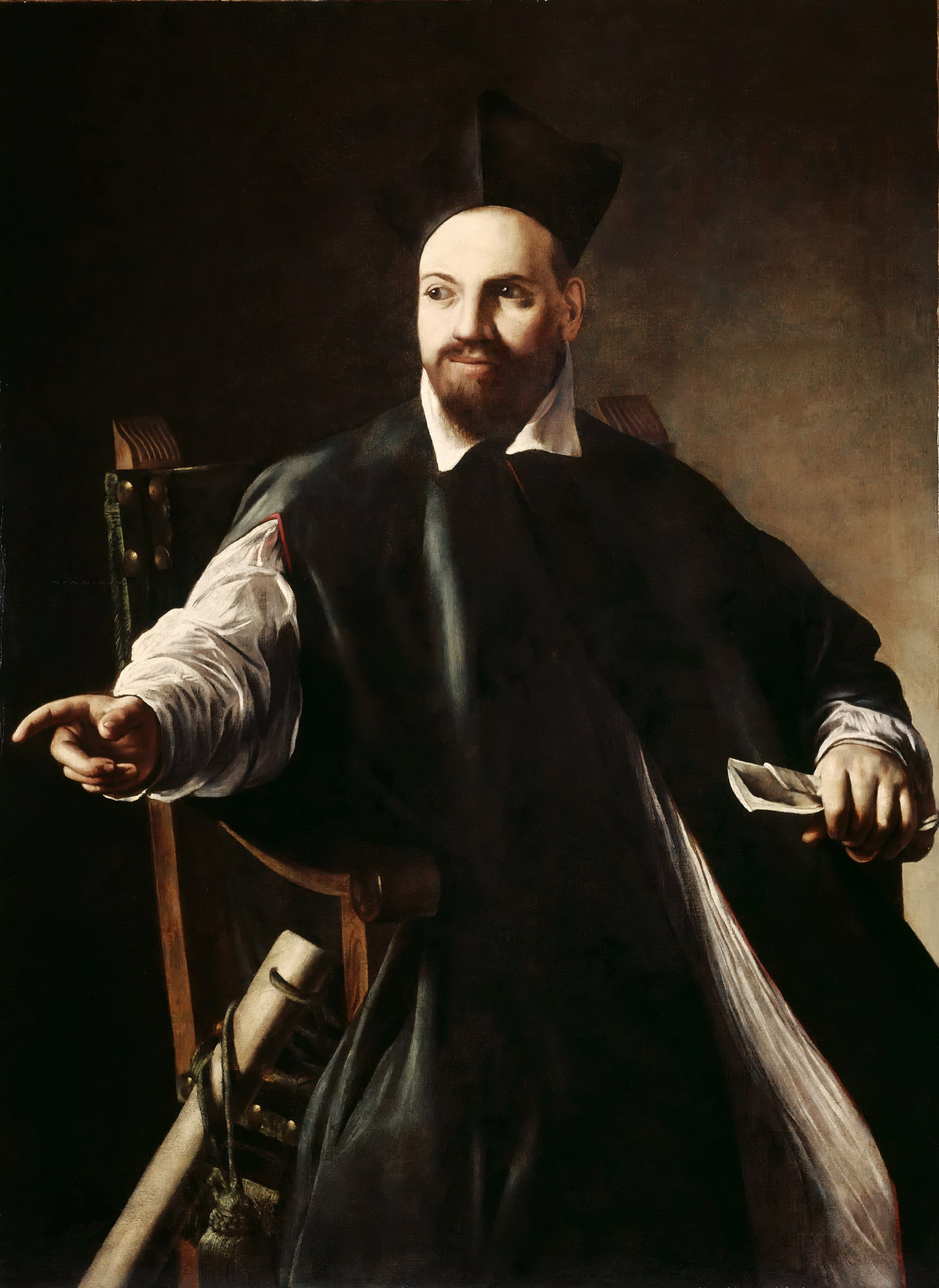
Porträtt av Maffeo Barberini (cirka 1598). Privat ägo.